# Битва при Родосто
Би́тва при Родо́сто (болг. Битка при Родосто) — вооружённый конфликт, произошедший в феврале 1206 года близ города Родосто (ныне — Текирдаг) между Вторым Болгарским царством и Латинской империей в ходе Болгарско-латинских войн.
31 января 1206 года латинские войска потерпели поражение в битве при Русионе и укрылись в городе Родосто, укреплённом гарнизоном, состоявшим из двух тысяч солдат Светлейшей Республики Венеция.
В феврале 1206 года болгары подошли к городу, однако латинская армия в страхе бежала из города, а венецианцы, после короткого боя, сдали город и предприняли попытку уплыть на кораблях, стоявших в порту. Однако, из-за большого количества людей, большая часть лодок утонула.
В результате, город был разграблен болгарами, которые продолжили занимать города в Восточной Фракии.